# Rheinufer Monheim
Das Naturschutzgebiet Rheinufer Monheim liegt auf dem Gebiet der Stadt Monheim am Rhein im Kreis Mettmann in Nordrhein-Westfalen.
Das Gebiet erstreckt sich westlich der Kernstadt von Monheim am Rhein entlang des westlich fließenden Rheins.
Westlich – auf der anderen Rheinseite – verläuft die B 9.

## Beschreibung
Das etwa 76 ha große Gebiet wurde im Jahr 1993 unter der Schlüsselnummer ME-031 unter Naturschutz gestellt.
Die weiten Kies- und Sanduferflächen entlang des Rheins sind Lebensraum für seltene und gefährdete Pflanzen- und Vogelarten, wie kleines Flohkraut (Pulicaria vulgaris) und Flussregenpfeifer. Wasservogelarten wie Spießenten und Gänsesäger, Limikolen wie Grünschenkel, Flussuferläufer und Bekassine nutzen das Rheinufer als Rast- und Nahrungsplatz. In der Weichholzaue der Flutrinne des Rheins finden Teichrohrsänger und Rohrammer ein Bruthabitat. Die örtlichen Flach- und Ruhigwasserbereiche zwischen den Buhnen stellen einen wichtigen Lebensraum und Trittstein für rheintypische Fischarten dar.
Schutzziele für das Naturschutzgebiet sind
- die Erhaltung eines naturnahen Rheinuferabschnittes als Lebensraum seltener Pflanzen- und Tierarten, insbesondere der Wasservögel sowie als Standort von Flussröhrichten,
- Grünland soll weiterhin als Mähwiese und Weide erhalten bleiben,
- die Erhaltung der Weichholzaue und Röhrichte in der Flutrinne und
- die Erhaltung des alten Kopfbaumbestandes als Habitat des Steinkauzes durch regelmäßigen Schnitt und Nachpflanzungen.[3]

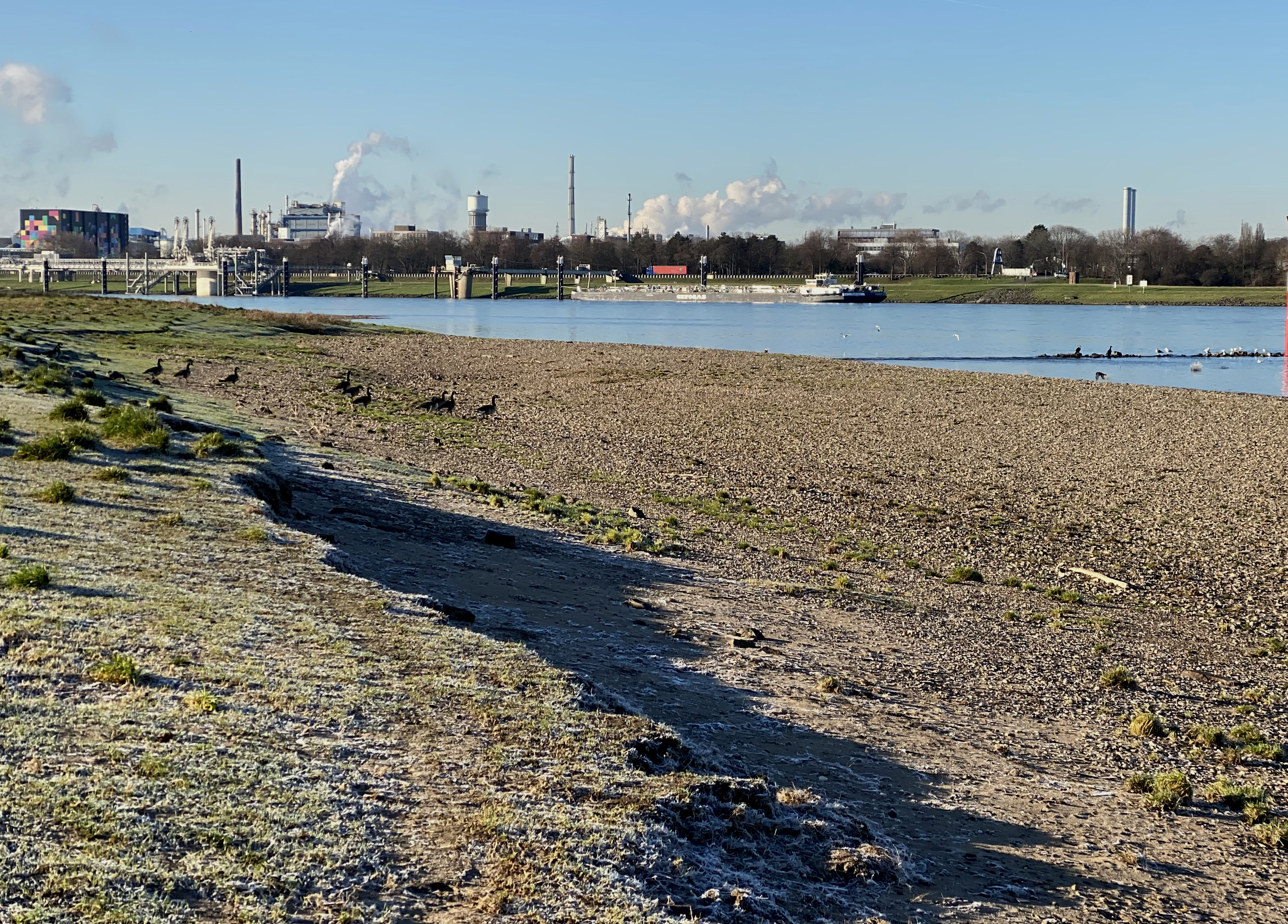
Kies- und Sandflächen des Rheinufers mit überwinternden Gänsen
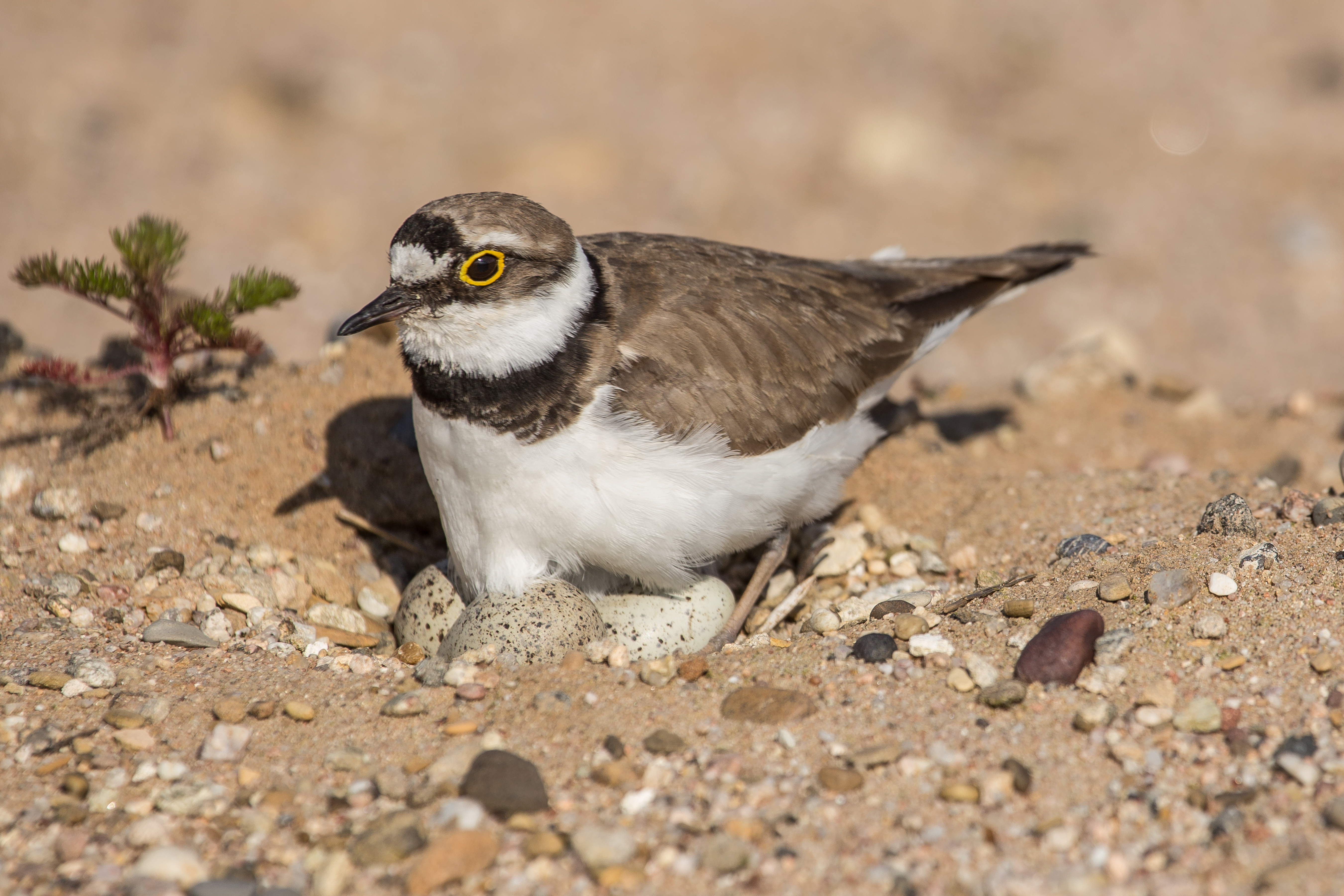
Flussregenpfeifer (Charadrius dubius)
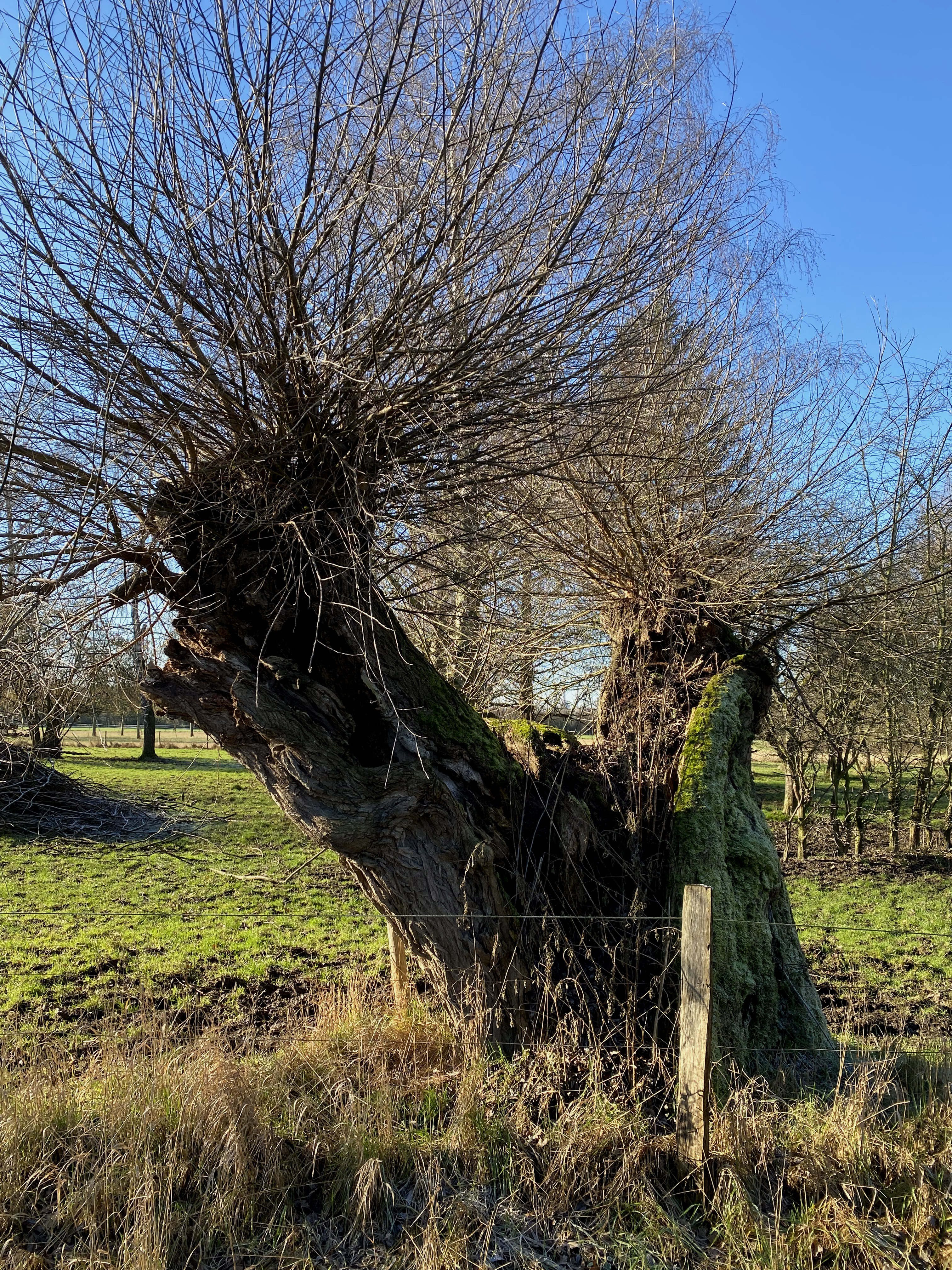
Alte Kopfweide
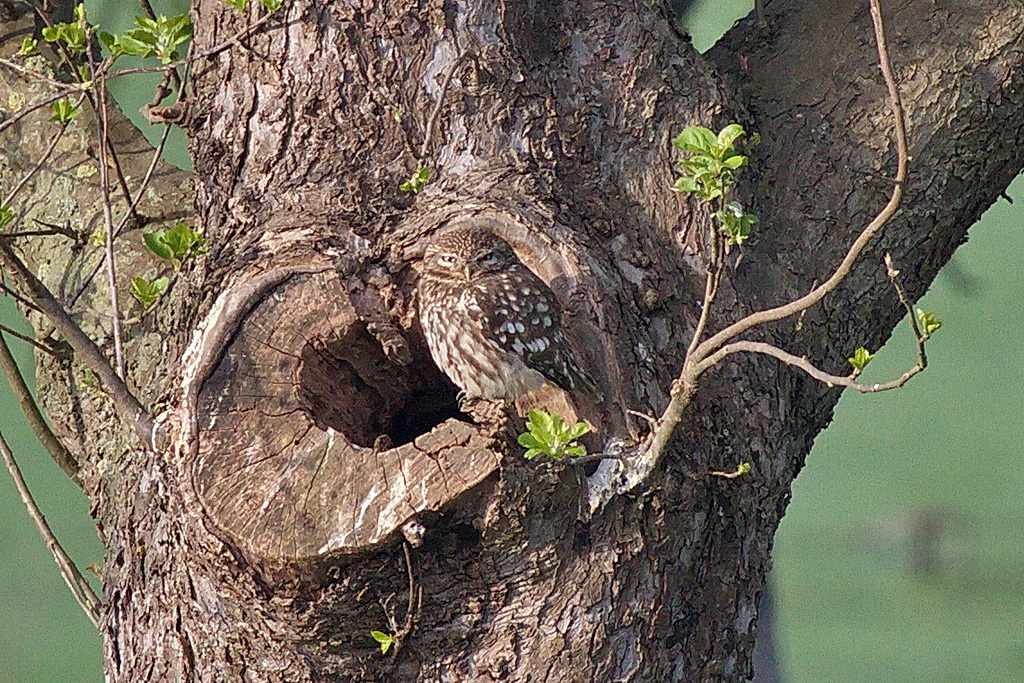
Steinkauz (Athene noctua) – auf Baumhöhlen angewiesen
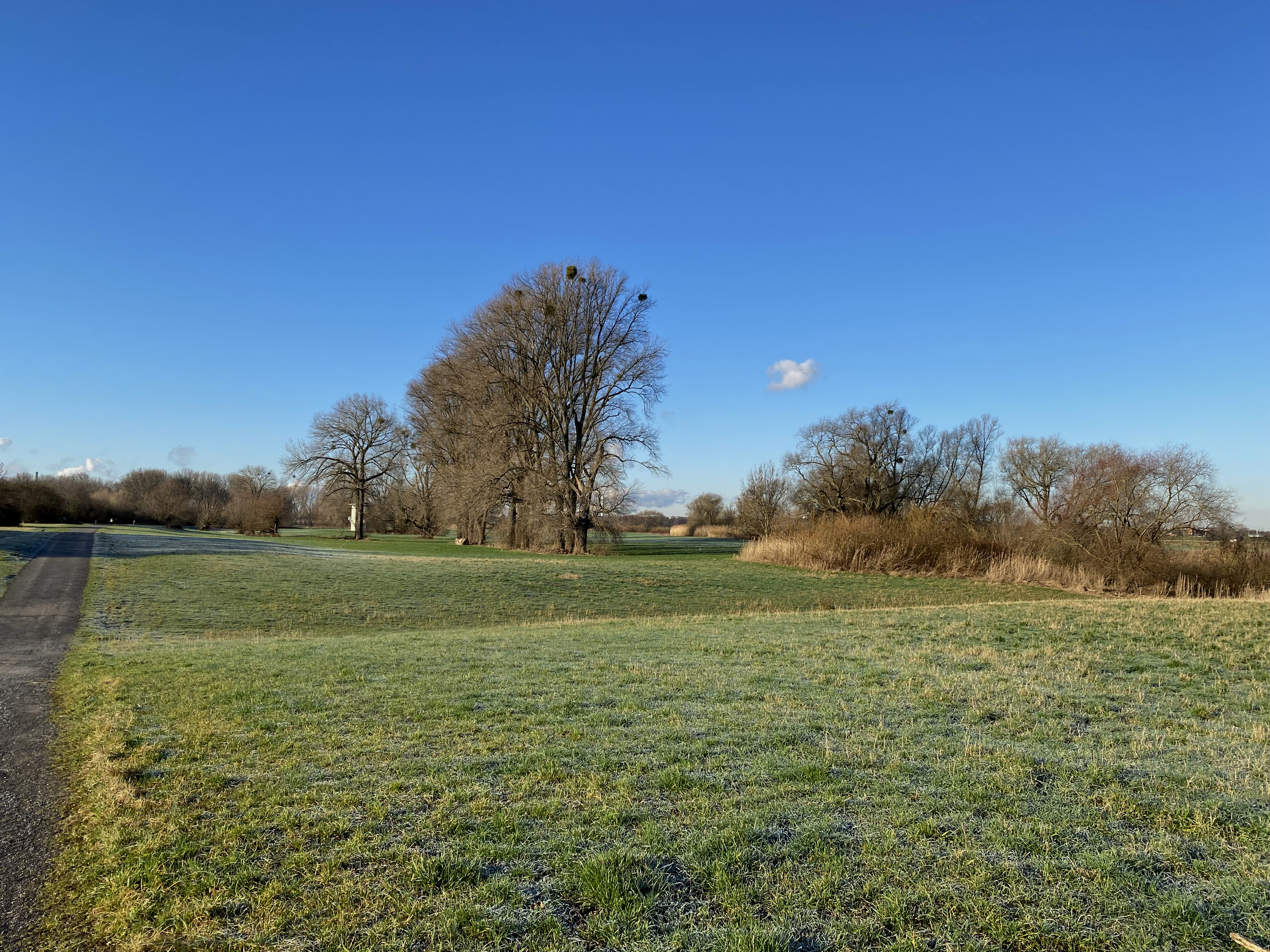
Grünland muss beweidet oder gemäht werden
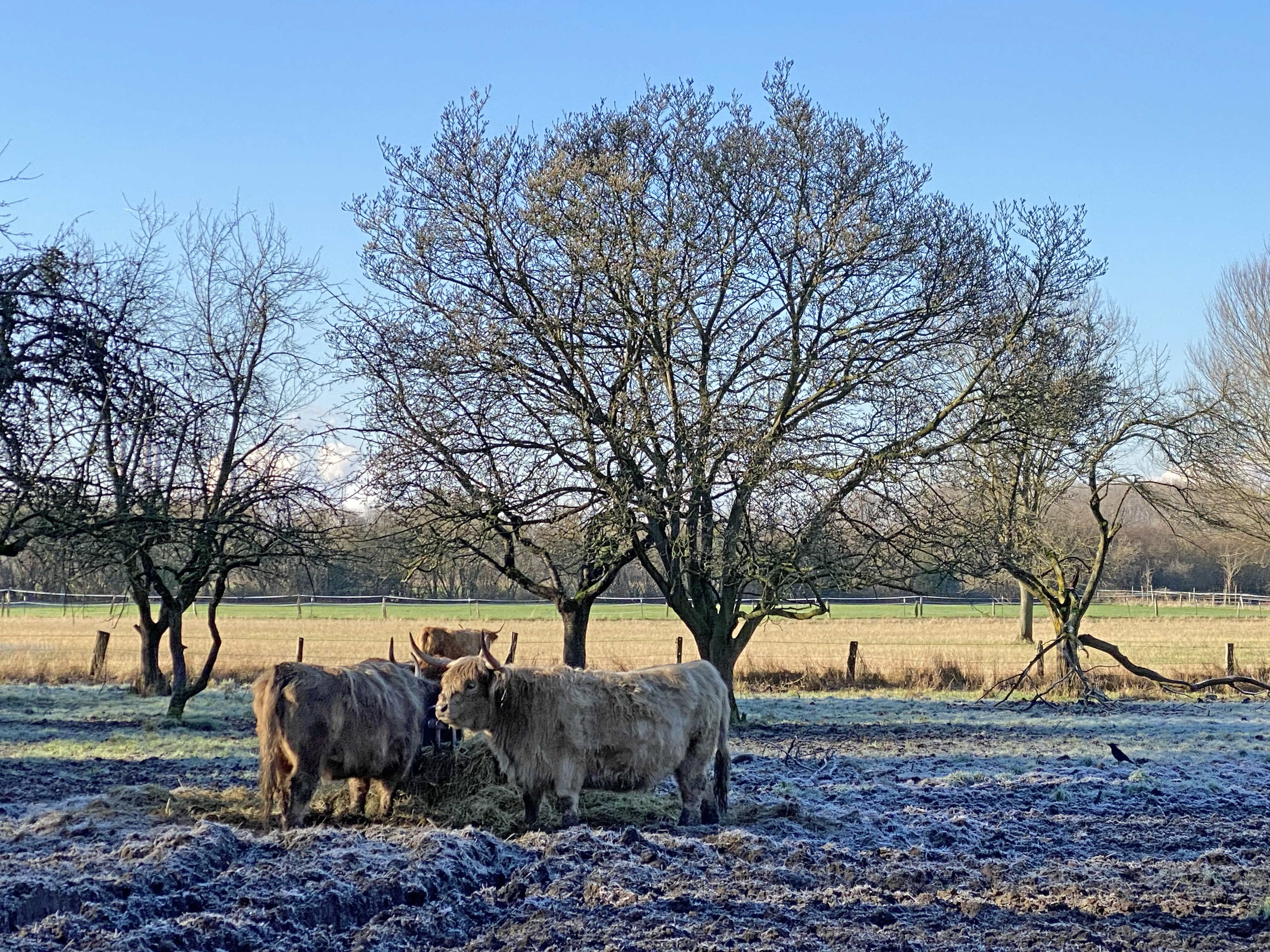
Schottische Hochlandrinder Landschaftspfleger bei jedem Wetter
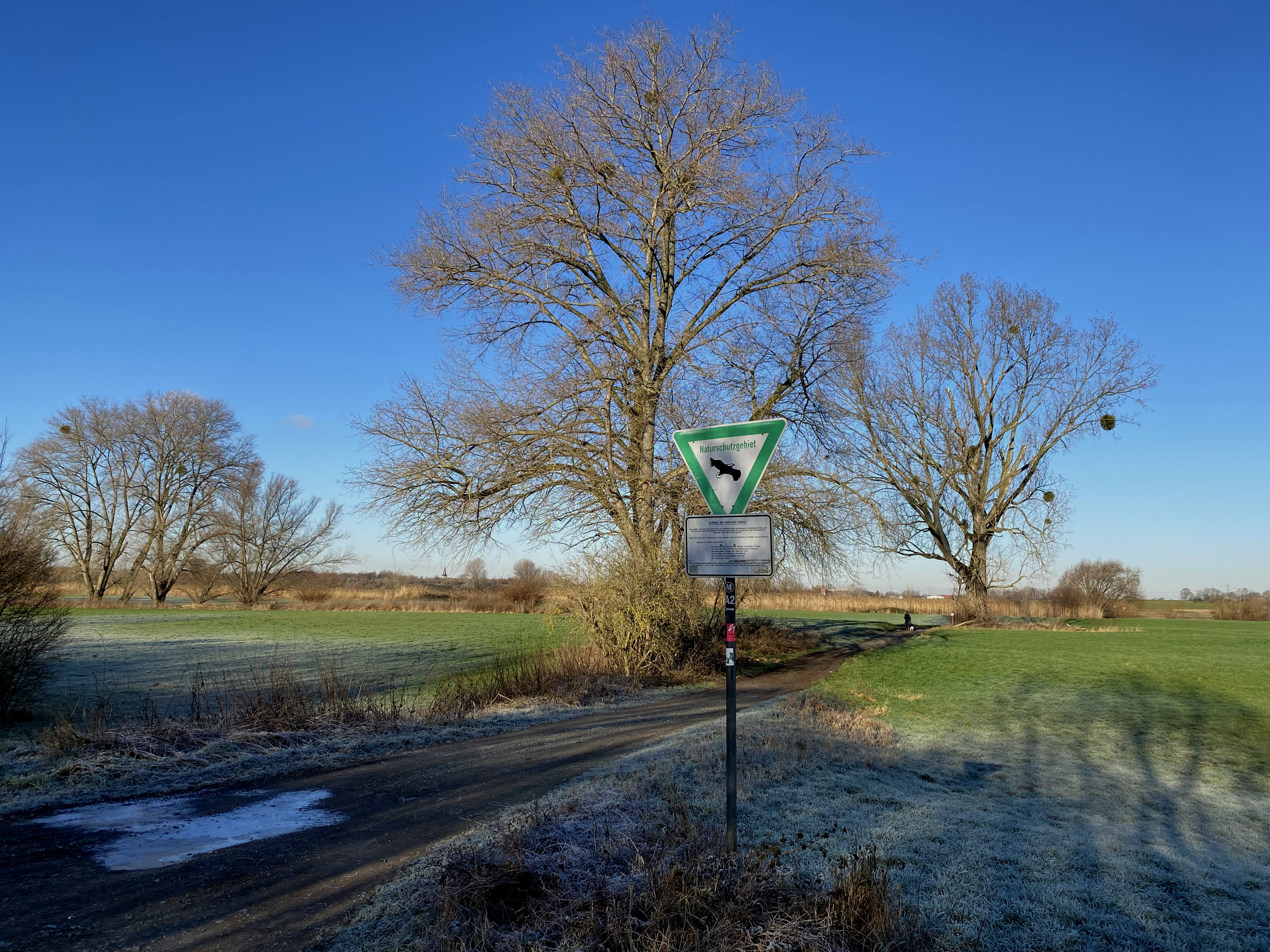
Große Pappeln mit Misteln, dahinter eine Schilfrohr-Zone
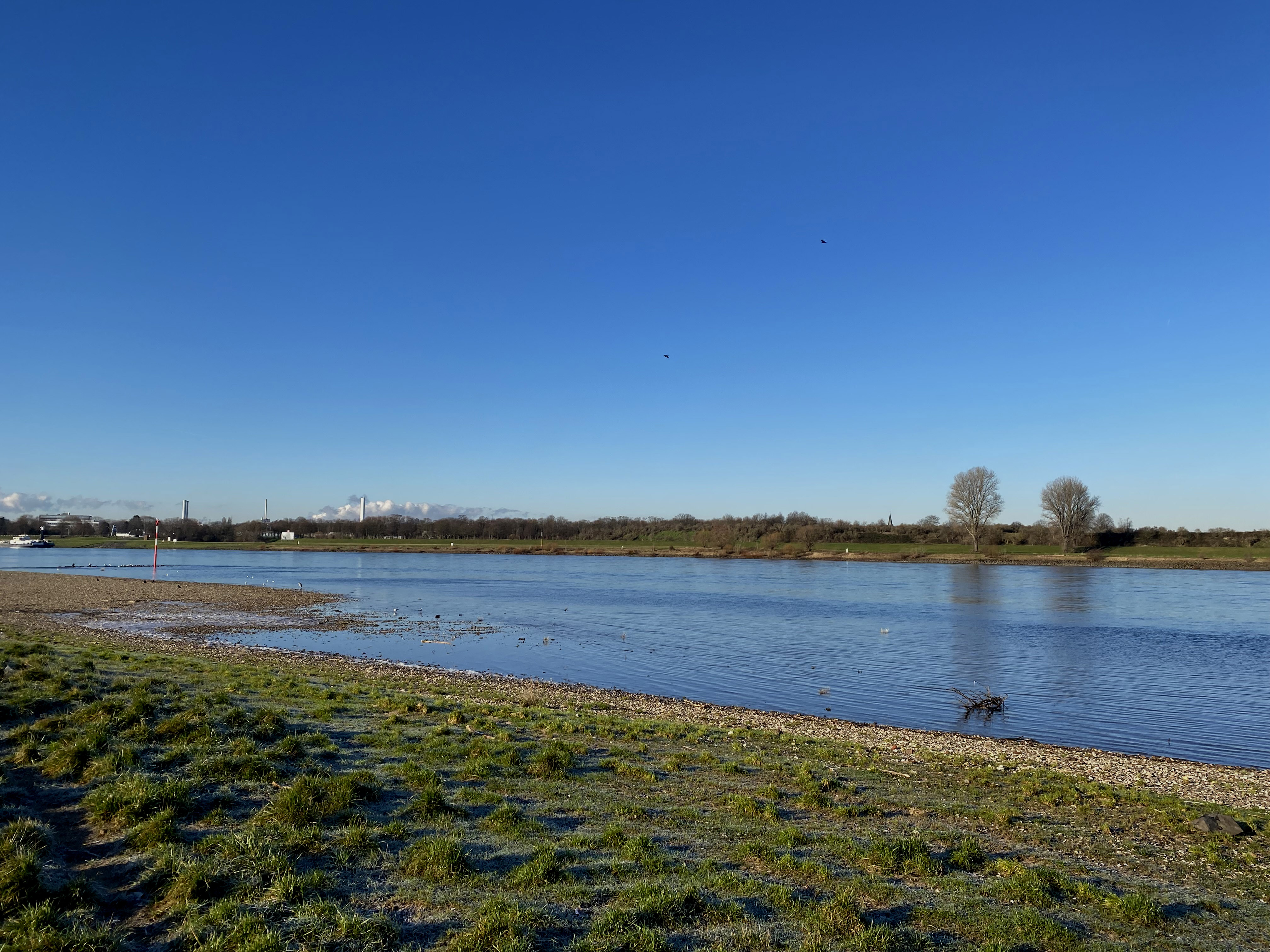
Rheinufer bei Monheim